# Ogräsdurra
Ogräsdurra (Sorghum halepense) är en art i familjen gräs. Ogräsdurran förekommer i Medelhavet, Europa och Mellanöstern.
Ogräsdurra används för att binda mark och minska erosion.
Den uppfattas som ett ogräs eftersom;
1. Om det utsätts för frost eller hetta kan det bilda blåsyra i tillräckligt stor mängd för att vara dödligt för boskap och hästar.
2. Bladverket kan orsaka blåsor för växtätare på grund av nitrater.
3. Det sprider sig snabbt och kan kväva planterade grödor.

I Argentina orsakar plantan problem till följd av ökad resistens.